# Cambambe-Talsperre
Die Cambambe-Talsperre (portugiesisch Barragem de Cambambe) staut den Fluss Cuanza in Angola.

## Beschreibung
Die Talsperre liegt bei Dondo auf der Grenze zwischen den Provinzen Cuanza Norte und Luanda. Sie versorgt die 177 km entfernte angolanische Hauptstadt Luanda mit Strom und bewässert das weiter unterhalb gelegene Tal des Cuanza. Das Bauwerk ist eine bogenförmige Gewichtsstaumauer. Die Leistungsfähigkeit beträgt 960 MW. Es ist damit hinter der Talsperre Laúca das zweitgrößte Wasserkraftwerk Angolas (2024).

## Geschichte
Der Bau hat 1958 begonnen, 1962 wurde der Betrieb aufgenommen und am 6. Oktober 1963 fand die Einweihung durch den damaligen portugiesischen Staatspräsidenten Américo Tomás statt. Das Projekt wurde privat finanziert, um eine geplante Aluminiumfabrik mit Strom zu versorgen. Dieser Plan wurde jedoch nicht verwirklicht. Erst 1972 wurden zwei weitere Generatoren eingebaut, welche die Kapazität auf 180 MW erhöhte. Der Abschluss des Baus wurde zunächst für 1975 vorgesehen, dann für 1982, aber die politischen Verhältnisse und der Bürgerkrieg verhinderten den Weiterbau. Die Talsperre blieb jahrzehntelang unverändert – die Kapazität hatte sich aufgrund fehlender Wartung auf 90 MW halbiert – als die Regierung 2007 beschloss, mit einer Investition von 1,2 Mio. Euro die Staumauer um 32 m zu erhöhen und die Kapazität des Wasserkraftwerks in drei Phasen auf 960 MW zu steigern. In der ersten Phase, die 2009 begann, wurden die vier Generatoren rehabilitiert und die Leistung zunächst auf 180 MW und 2016 auf 260 MW gebracht. Danach wurde die Staumauer auf 130 m erhöht, wie ursprünglich von den Portugiesen geplant worden war. In der dritten Phase wurde 2011 ein zweites Kraftwerk mit vier weiteren Generatoren eingebaut, die zusammen 700 MW erbringen.

## Besondere Vorfälle
Im April 2018 wurde ein Elefant von der Polizei erschossen, nachdem er sich vier Tage lang im Umkreis des Wasserkraftwerks aufgehalten hatte. Er hatte die elektrischen Anlagen gefährdet. Der Gouverneur der Provinz Cuanza Norte, José Maria Ferraz dos Santos, begab sich selbst vor Ort, um die Situation zu beurteilen, und gab die Entscheidung zum Abschuss des Tieres, welche bei einigen Bürgern und Tierschutzorganisationen große Kritik hervorgerufen hat. Das Tier wurde anschließend zerstückelt und sein Fleisch, Knochen und Elfenbein unter den Polizisten verteilt.